# Meervoudige integraal
Een meervoudige integraal is een integraal over een integratiegebied in meer dan een dimensie, van een functie van meerdere variabelen. Bij een enkelvoudige integraal berekent men de oppervlakte tussen de grafiek van de integrand en de as indien de functie niet negatief is. Bij een dubbele integraal berekent men de inhoud tussen de grafiek van de integrand en het integratiegebied indien de functie niet negatief is. Een drievoudige integraal is een integraal over een volume. Men kan zich zo'n integraal voorstellen als de massa van een object waarbij de integrand de (massa)dichtheid is. Ook in meer dan drie dimensies kan men meervoudige integralen definiëren. Het grootste probleem bij het berekenen van een meervoudige integraal is meestal niet de integrand, maar de complexiteit van het gebied waarover wordt geïntegreerd.

## Dubbele integraal

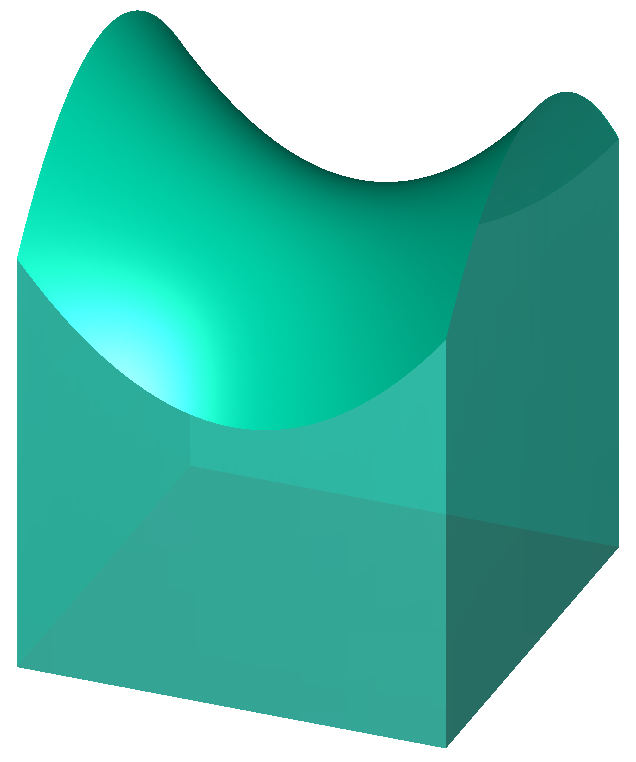
Volume van de ruimte tussen een oppervlak en het xy-vlak, te berekenen met een dubbele integraal

Een dubbele integraal van een functie van twee veranderlijken over het gebied {\displaystyle A} in het xy-vlak is een integraal van de vorm:
{\displaystyle \iint _{A}f(x,y)\,{\rm {d}}x{\rm {d}}y.}
Deze dubbele integraal is op analoge wijze gedefinieerd als de enkelvoudige Riemann-integraal.
Het eenvoudigst zijn integralen over gebieden van de vorm {\displaystyle [a,b]\times [c,d].} Daarvoor kan worden aangetoond dat de dubbele integraal te herleiden is tot herhaalde enkelvoudige integralen:
{\displaystyle \iint _{[a,b]\times [c,d]}f(x,y)\,{\rm {d}}x{\rm {d}}y=\int _{a}^{b}\left(\int _{c}^{d}f(x,y)\,{\rm {d}}y\right){\rm {d}}x.}
Herhaald integreren kan ook voor iets gecompliceerdere gebieden van de vorm:
{\displaystyle A=[a,b]\times [c(x),d(x)]}
of
{\displaystyle C=[a(y),b(y)]\times [c,d]}
Er geldt:
{\displaystyle \iint _{A}f(x,y)\,{\rm {d}}x{\rm {d}}y=\int _{a}^{b}\left(\int _{c(x)}^{d(x)}f(x,y)\,{\rm {d}}y\right){\rm {d}}x}
en
{\displaystyle \iint _{C}f(x,y)\,{\rm {d}}x{\rm {d}}y=\int _{c}^{d}\left(\int _{a(y)}^{b(y)}f(x,y)\,dx\right)dy}

### Voorbeeld
{\displaystyle \iint _{A}(x+y)\,{\rm {d}}x{\rm {d}}y}
met {\displaystyle A} is de driehoek met hoekpunten {\displaystyle (0,0),\ (1,0)} en {\displaystyle (1,1).} Dat betekent dat {\displaystyle 0<x<1,0<y<x,} zodat we de integraal herhaald kunnen schrijven als:
{\displaystyle \iint _{A}(x+y)\,{\rm {d}}x{\rm {d}}y=\int _{0}^{1}\left(\int _{0}^{x}(x+y)\,{\rm {d}}y\right){\rm {d}}x=\int _{0}^{1}\left[xy+{\begin{matrix}{\frac {1}{2}}\end{matrix}}y^{2}\right]_{y=0}^{x}{\rm {d}}x=}
{\displaystyle \int _{0}^{1}\left(x^{2}+{\begin{matrix}{\frac {1}{2}}\end{matrix}}x^{2}\right)\,{\rm {d}}x={\begin{matrix}{\frac {3}{2}}\end{matrix}}\int _{0}^{1}x^{2}\,{\rm {d}}x={\begin{matrix}{\frac {1}{2}}\end{matrix}}\left[x^{3}\right]_{x=0}^{1}={\begin{matrix}{\frac {1}{2}}\end{matrix}}}
Merk op dat we voor het gebied ook hadden kunnen schrijven {\displaystyle 0<y<1} en {\displaystyle y<x<1.}

## Substitutie van variabelen
Voor sommige functies is het handig om in een ander coördinatenstelsel te werken. Om de integraal in het andere coördinatenstelsel op te lossen dient men de variabelen van het eigenlijke stelsel te vervangen door die van het nieuwe stelsel en vervolgens te vermenigvuldigen met de jacobiaan. De jacobiaan bij een transformatie van het {\displaystyle x,y}-stelsel naar het {\displaystyle u,v}-stelsel is de determinant
{\displaystyle {\begin{vmatrix}{\frac {\partial x}{\partial u}}&{\frac {\partial x}{\partial v}}\\{\frac {\partial y}{\partial u}}&{\frac {\partial y}{\partial v}}\end{vmatrix}}}
Dit geeft bij poolcoördinaten en cilindercoördinaten de factor {\displaystyle r}, en bij bolcoördinaten de factor {\displaystyle r^{2}\sin \theta ,} in de notatie op de betreffende pagina's.

### Voorbeeld
Beschouw de volgende integraal
{\displaystyle \iint _{Q}(x^{2}+y^{2})\,{\rm {d}}x{\rm {d}}y},
waarin {\displaystyle Q} de cirkelschijf is met middelpunt in de oorsprong en straal 1. De integrand is gemakkelijk in poolcoördinaten te schrijven, waardoor ook het domein eenvoudiger wordt. Door de transformatie
{\displaystyle x=r\,\cos(\theta )}
{\displaystyle y=r\,\sin(\theta )}
met
{\displaystyle {\begin{vmatrix}{\frac {\partial x}{\partial r}}&{\frac {\partial x}{\partial \theta }}\\{\frac {\partial y}{\partial r}}&{\frac {\partial y}{\partial \theta }}\end{vmatrix}}={\begin{vmatrix}\cos(\theta )&-r\,\sin(\theta )\\\sin(\theta )&r\,\cos(\theta )\end{vmatrix}}=r}
ontstaat de integraal
{\displaystyle \iint _{Q}(x^{2}+y^{2})\,{\rm {d}}x{\rm {d}}y=\int _{0}^{2\pi }\left(\int _{0}^{1}r^{2}r\ dr\right)\,{\rm {d}}\theta =\int _{0}^{2\pi }\left[{\tfrac {1}{4}}r^{4}\right]_{r=0}^{1}\,{\rm {d}}\theta =\int _{0}^{2\pi }{\tfrac {1}{4}}\,{\rm {d}}\theta ={\frac {\pi }{2}}.}